# Voorzitter van de Nationale Raad (Zwitserland)
De voorzitter van de Nationale Raad (Zwitserland) (Duits: Nationalratspräsident; Frans: président du Conseil national; Italiaans: presidenti del Consiglio nazionale, Reto-Romaans: president dal Cussegl naziunal) zit de vergadering voor van de Nationale Raad, een van de twee kamers van de Zwitserse Bondsvergadering. De huidige voorzitter is Eric Nussbaumer.

## Omschrijving
De voorzitter wordt elk jaar tijdens de wintersessie door de leden van de Nationale Raad gekozen voor een periode van één jaar, met de mogelijkheid van herverkiezing. De voorzitter wordt bijgestaan door een eerste ondervoorzitter en een tweede ondervoorzitter, die beurtelings de zittingen voorzitten in geval van tijdelijke afwezigheid.
De voorzitter van de Nationale Raad zit tevens de vergaderingen voor van de Verenigde Bondsvergadering.

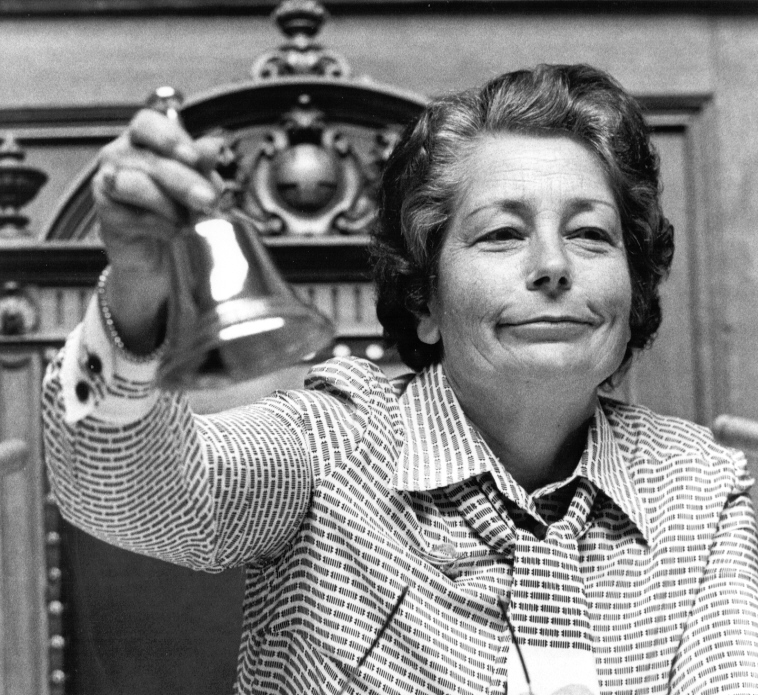
Elisabeth Blunschy in 1977, als voorzitster van de Nationale Raad.

De eerste vrouwelijke voorzitter van de Nationale Raad was Elisabeth Blunschy in 1977.